# Tobrilus vibratus
Tobrilus vibratus is een rondwormensoort uit de familie van de Tobrilidae. De wetenschappelijke naam van de soort is voor het eerst geldig gepubliceerd in 1968 door Sukul.